# Батасуна
Батасуна (баск. Batasuna — единство) — сепаратистская националистическая социалистическая политическая партия в Испании и Франции, действующая в основном в Стране Басков и Наварре.

## История
Партия была основана в апреле 1978 в Лекейтио под названием Единство народа (баск. Herri Batasuna) как коалиция левых политических сил националистического толка, выступавших против принятия новой конституции. На всеобщих парламентских выборах 1979 года в Стране Басков партия получила 13 % голосов. В 1998—2001 партия называлась «Мы — баскские граждане» (баск. Euskal Herritarrok). Партия неоднократно завоёвывала места в парламентах Испании, Наварры, Баскского автономного сообщества, Европейском парламенте, местных советах, из которых в 62 выигрывала выборы.
В 2003 в Испании партия была запрещена решением суда, установившего её связь с террористической группировкой ЭТА. Во Франции партия участвует в выборах как общественная организация.
Батасуна входила в список террористических лиц и организаций ЕС.
Основным публичным представителем партии являлся Арнальдо Отеги.
3 января 2013 года представители Батасуны во Франции заявили об окончательном роспуске партии.
Левые баскские партии Аралар (2000), Билду (2011) и Сорту (2011) могут рассматриваться как преемницы Батасуны или её фракций, отказавшиеся от насильственных форм борьбы.